# Deograves Asuncion
Deograves Asuncion (nascido em 1 de maio de 1956) é um ex-ciclista filipino. Ele representou seu país em dois eventos durante os Jogos Olímpicos de Verão de 1984.